# The Thomson Corporation
The Thomson Corporation fue una de las compañías de información más grandes del mundo. Thomson estuvo activa en servicios financieros, sectores de salud, derecho, ciencia e investigación tecnológica, impuestos y sectores de contabilidad. La compañía operaba a través de cinco segmentos: Thomson Financial, Thomson Healthcare, Thomson Legal, Thomson Scientific, y Thomson tax & Accounting. 
Hasta el 2007, The Thomson Corporation fue también uno de los principales proveedores de libros de texto de educación superior del mundo, soluciones de información académica y de materiales de referencia. El 26 de octubre del 2006, Thomson anunció la propuesta de venta de sus activos de Thomson Learning. En mayo del 2007, Thomson Learning fue adquirida por Apax Partners y en julio pasó a llamarse Cengage Learning. Posteriormente, el 15 de octubre de 2007, Educational Testing Service (ETS), el líder mundial en investigación educativa y evaluación, finalizó la adquisición de Thomson Prometric. Thomson vendió su red mundial de centros de pruebas en 135 países, por una cantidad reportada de US$ 435 millones. Prometric ahora opera como una subsidiaria propiedad de ETS.
El 15 de mayo de 2007, The Thomson Corporation llegó a un acuerdo con Reuters para combinar las dos empresas, una operación valorada en 17,2 mil millones dólares. El 17 de abril de 2008, la nueva compañía fue creada bajo el nombre de Thomson Reuters. El nuevo jefe de Thomson Reuters es Tom Glocer, el exjefe de Reuters. 
Aunque oficialmente es una empresa canadiense, Thomson se ha ejecutado desde su sede operativa en Stamford, Connecticut, pero se mantuvo de propiedad canadiense.

### Servicios y Sitios web de la empresa
- Thomson West Archivado el 31 de enero de 2013 en Wayback Machine.
- Thomson Financial
- Thomson Tax and Accounting
- Thomson Course Technology, Division of Thomson Learning
- Thomson Delmar Learning, Division of Thomson Learning
- Thomson Gale, Division of Thomson Learning
- Thomson Wadsworth, Division of Thomson Learning Archivado el 18 de junio de 2013 en Wayback Machine.
- Thomson Heinle, Division of Thomson Learning
- Thomson South-Western, Division of Thomson Learning Archivado el 8 de mayo de 2020 en Wayback Machine.
- Thomson Prometric
- Thomson NETg
- Thomson Elite
- Thomson Healthcare
- Thomson Carswell
- Thomson Scientific Archivado el 12 de mayo de 2010 en Wayback Machine.
- Thomson Investment Management News
- FindLaw – Free legal information website -
- AccessMyLibrary – access to Thomson database content for public and school libraries
- Goliath – business information resources
- WiseTo Social Issues – new social issues reference site

- Datos: Q1571752